# Microsoft Lumia 650
Microsoft Lumia 650 — смартфон, розроблений Microsoft, офіційно представлений 15 лютого 2016 року. Є наступником Microsoft Lumia 640, орієнтованим у першу чергу на бізнес-користувачів, з підтримкою бізнес-застосунків Microsoft, а також функцій безпеки, таких як шифрування пристрою та віддаленого стирання. Через апаратні обмеження він не підтримує Continuum. Телефон має варіанти з однією та двома SIM-картками.